# Šišan
 Šišan  (olaszul: Sissano) falu Horvátországban, Isztria megyében. Közigazgatásilag Ližnjanhoz tartozik.

## Fekvése
Az Isztria délkeleti részén, Pólától 9 km-re délkeletre, községközpontjától 3 km-re északnyugatra a Puljština déli részén, egy erdőktől körülvett termékeny mezőn fekszik.

## Története
Területe valószínűleg már az ókorban lakott volt, erre utalnak az itt talált leletek, a bélyeges tetőcserepek, pénzérmék, szarkofágok és feliratos kövek. A középkorban a pólai régió egyik leggazdagabb települése volt, melyet már 990-től említenek. A pólai püspökséghez tartozott, majd a Morosini, végül a Castropola család birtoka volt. A mai Šišant 1149-ben említik először. A 14. századtól immár velencei uralom alatt újra a pólai püspökséghez tartozott, mely időnként nemes családoknak adta hűbérbirtokul. A 15. és 16. században pestisjárvány pusztította, de nem pusztult el teljesen. A lakosság pótlására a török terjeszkedés elől menekülő Dalmáciából és Görögországból érkezett telepesekkel népesítették be. Plébániatemplomát 1528-ban építették a régi kora középkori templom helyére. 1797-ben megszűnt a Velencei Köztársaság. A település 1813-ig francia, majd 1918-ig osztrák uralom alatt állt. A falunak 1857-ben 469, 1910-ben 1014 lakosa volt. Az első világháború idején 1915-ben a településről keletre emelkedő Svetica, vagy olasz nevén Monte Madonna nevű magaslaton erődöt építettek, melynek ágyúi a Póla kikötőt voltak hivatottak védeni. Az erődöt későbbi gazdái saját céljaikra használták, majd az 1950-es években földalatti bukerokkal erősítették meg. Végül 1986 és 1988 között lerombolták és területét beépítették. Az I. háború után a falu Olaszországhoz került. Az olasz fennhatóság alatt Trieszt szabad városának igazgatása alá tartozott. A második világháború után Jugoszlávia része lett. Jugoszlávia felbomlása után 1991-ben a független Horvátország része lett. 2011-ben a falunak 840 lakosa volt. Lakói főként mezőgazdasággal (szőlő, olajbogyó, gabonatarmesztés) és kisállat tartással foglalkoznak.

## Nevezetességei
- Szent Félix és Fortunát tiszteletére szentelt plébániatemploma a kapuzatába vésett évszám szerint 1528-ban épült a bizánci időkben épített régi templom helyén. A templomot 1650-be, 1922-ben és 1987-ben megújították. Mai formáját az 1922-es átépítés és felújítás során nyerte el. A templom egyhajós, négyszög alaprajzú épület értékes berendezéssel. Szent Lőrinc szobra és ereklyéi 1661-ben kerültek a templomba. Nagyon értékes a labini Madonna mestere által a 15. század végén készített gótikus szobor, mely a Szűzanyát ábrázolja gyermekével. Barokk márvány főoltárán a templom két védőszentjének szobrai állnak. Értékes az aranyozott szentségtartó festett ajtóival, a lerombolt Svetica-dombi Szűz Mária templomól származó, 1480 körül készített Szűzanya szobor és egy késő gótikus feszület, mely a 15. századi Szentháromság templomból került ide. Homlokzatának rózsaablakát nyolcágú csillag és görög kereszt díszíti. A templom előtti 30 méter magas harangtornyot 1659-ben újították meg, egyébként a templomnál is régebbi építmény. A legkésőbb épített felső része román stílushatást tükröz.
- A Szentháromság tiszteletére szentelt temploma 1450-ben épült. Egyhajós épület beépített apszissal. Itt található egy glagolita feliratos kereszt.
- A falu néhány háza máig megőrizte 14. – 16. századi stílusjegyeit.
- A falutól Ližnjan felé vezető út mellett találhatók az egykori Szent Lőrinc templom romjai.
- A Sveti Stjepan nevű helyen a falutól északkeletre nagy ókori és középkori település maradványai látszanak. Az ókori kikötő nyomai a parton és a tengerben is fellelhetők.

## Lakosság
| Lakosság változása | Lakosság változása | Lakosság változása | Lakosság változása | Lakosság változása | Lakosság változása | Lakosság változása | Lakosság változása | Lakosság változása | Lakosság változása | Lakosság változása | Lakosság változása | Lakosság változása | Lakosság változása | Lakosság változása | Lakosság változása |
| ------------------ | ------------------ | ------------------ | ------------------ | ------------------ | ------------------ | ------------------ | ------------------ | ------------------ | ------------------ | ------------------ | ------------------ | ------------------ | ------------------ | ------------------ | ------------------ |
| 1857               | 1869               | 1880               | 1890               | 1900               | 1910               | 1921               | 1931               | 1948               | 1953               | 1961               | 1971               | 1981               | 1991               | 2001               | 2011               |
| 469                | 577                | 446                | 642                | 806                | 1014               | 958                | 983                | 590                | 504                | 536                | 500                | 481                | 525                | 623                | 840                |